# Стадион имени С. Дарюса и С. Гиренаса
Стадион им. С. Дарюса и С. Гиренаса (лит. S. Dariaus ir S. Girėno stadionas) — многофункциональный стадион в городе Каунас, Литва. Максимальная вместимость — 15 315 зрителей. В настоящее время используется главным образом для проведения футбольных матчей. Являлся домашним стадионом футбольного клуба «Каунас» — участника А-лиги Чемпионата Литвы по футболу. Принимал матчи чемпионата Европы по футболу 2013 года для юношей не старше 19 лет. 
На данный момент является домашней ареной каунассого футбольного клуба «Кауно Жальгирис» — участника А-лиги Чемпионата Литвы по футболу..

## История
Стадион находится в парке Ажуолинас на севере Каунаса. Назван стадион в честь двух литовских пилотов 1930-х годов Стяпонаса Дарюса и Стасиса Гиренаса. В советские времена носил название «Городской стадион», в 1993 году ему вернули его изначальное название. В 2022 году стадион открылся после реконструкции и обогнав национальный стадион в Вильнюсе.